# 奧拉亞埃雷拉
奧拉亞埃雷拉是哥倫比亞的城鎮，位於該國西南部，由納里尼奧省負責管轄，始建於1975年11月30日，面積425平方公里，海拔高度4米，2005年人口27,225，人口密度每平方公里64.06人。
2°20′35″N 78°21′20″W / 2.34306°N 78.3556°W